# Oppin
Oppin is een plaats en voormalige gemeente in de Duitse deelstaat Saksen-Anhalt, en maakt deel uit van de Landkreis Saalekreis.
Oppin telt 1.577 inwoners.